# Llau de Ries
La llau de Ries, anomenada Llau Fonda en alguns mapes, és una llau de l'antic terme de Gurp de la Conca, actualment inclòs en el terme municipal de Tremp, al Pallars Jussà.
Es forma a la Paül, a l'est del poble de Santa Engràcia, per transformació de la llau de la Canaleta, des d'on davalla cap al sud-est fins que arriba a l'alçada d'aquest poble, moment en què torç cap al sud-oest, per baixar pel costat de llevant d'aquest poble fins a arribar al fons de la vall, on s'aboca en el barranc de Seròs al nord del Campament Militar de Talarn.